# باشیرا
باشیرا (به انگلیسی: Bashera) یک منطقهٔ مسکونی در پاکستان است که در پنجاب واقع شده‌است. باشیرا ۱۵۷ متر بالاتر از سطح دریا واقع شده‌است.